# Protección catódica

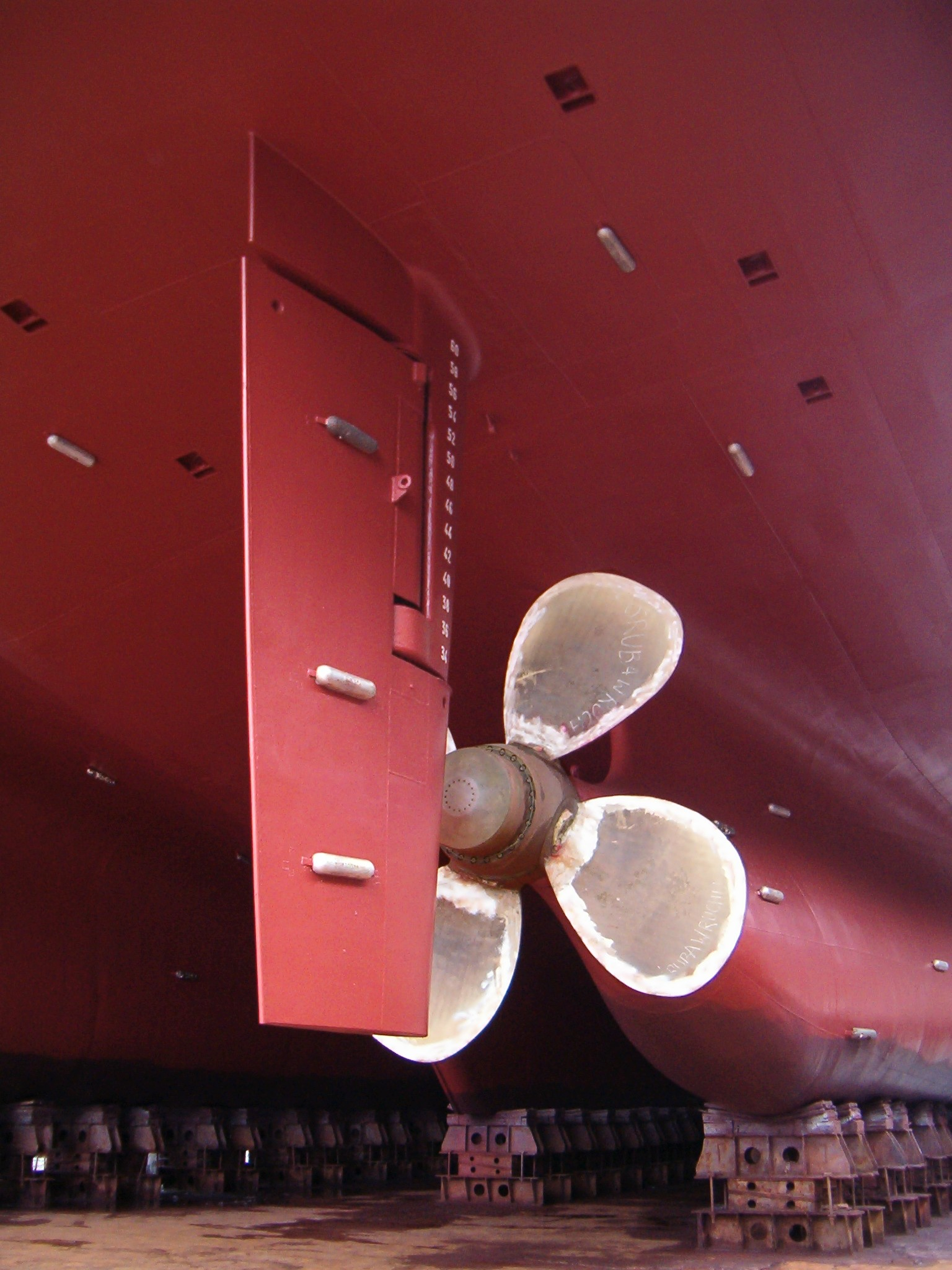
ánodos de sacrificio en el buque y el timón de codaste de un barco

La  protección catódica (PC)  es una técnica para controlar la corrosión galvánica de una superficie de metal convirtiéndola en el cátodo de una celda electroquímica. El método más sencillo de aplicar la PC es mediante la conexión del metal a proteger con otro metal más fácilmente corroíble al actuar como ánodo de una celda electroquímica. Los sistemas de protección catódica son los que se usan más comúnmente para proteger acero, tuberías de transporte de agua, tanques de almacenamiento de combustible, cascos de barcos, o estructuras de plataforma petrolífera tanto mar adentro como en tierra firme.
La protección catódica (PC) puede, en bastantes casos, impedir la corrosión galvánica.

## Historia
La protección catódica fue descrita por primera vez por Humphry Davy en una serie de documentos presentados a la Royal Society en Londres en 1824. Después de una serie de pruebas, la primera aplicación fue en el buque HMS Samarang en 1824. Se dispuso un ánodo de sacrificio de hierro a la plancha de cobre del casco por debajo de la línea de flotación y eso redujo drásticamente la velocidad de corrosión del cobre. Sin embargo, un efecto secundario de la PC fue que hizo aumentar el crecimiento de algas. El cobre, cuando se corroe, libera iones de cobre que tienen un efecto antialgas. Dado que el exceso de crecimiento de algas afecta las prestaciones de la nave, la Marina Real británica decidió que era mejor permitir que el cobre se corroyera y tener el beneficio del crecimiento reducido de algas efecto anti-incrustación, de manera que la PC se dejó de utilizar.

## Tipos de protección catódica

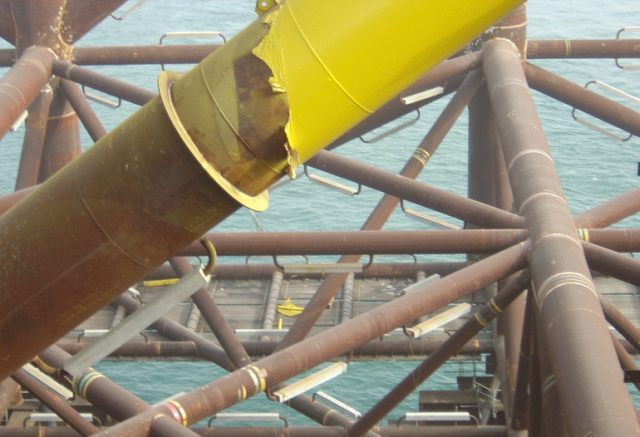
Ánodos de aluminio en una estructura de acero

### PC de sacrificio
Actualmente, el ánodo galvánico o ánodo de sacrificio se realiza en diversas formas con aleación de zinc, magnesio y aluminio. El potencial electroquímico, la capacidad actual, y la tasa de consumo de estas aleaciones son superiores para el aluminio que para el hierro. ASTM International publica normas sobre la composición y la fabricación de ánodos galvánicos.
Los ánodos galvánicos son diseñados y seleccionados para tener una tensión más «activa» (potencial electroquímico más negativo) que el metal de la estructura (en general acero). Para una PC eficaz, el potencial de la superficie de acero ha de estar polarizado más negativo hasta que la superficie tenga un potencial uniforme. En este momento, la fuerza impulsora para la reacción de corrosión se elimina. El ánodo galvánico se sigue corroyendo, se consume el material del ánodo hasta que finalmente éste debe ser reemplazado. La polarización es causada por el flujo de electrones de la ánodo en el cátodo. La fuerza impulsora para el flujo de PC actual es la diferencia de potencial electroquímico entre el ánodo y el cátodo.

### PC por corriente forzada

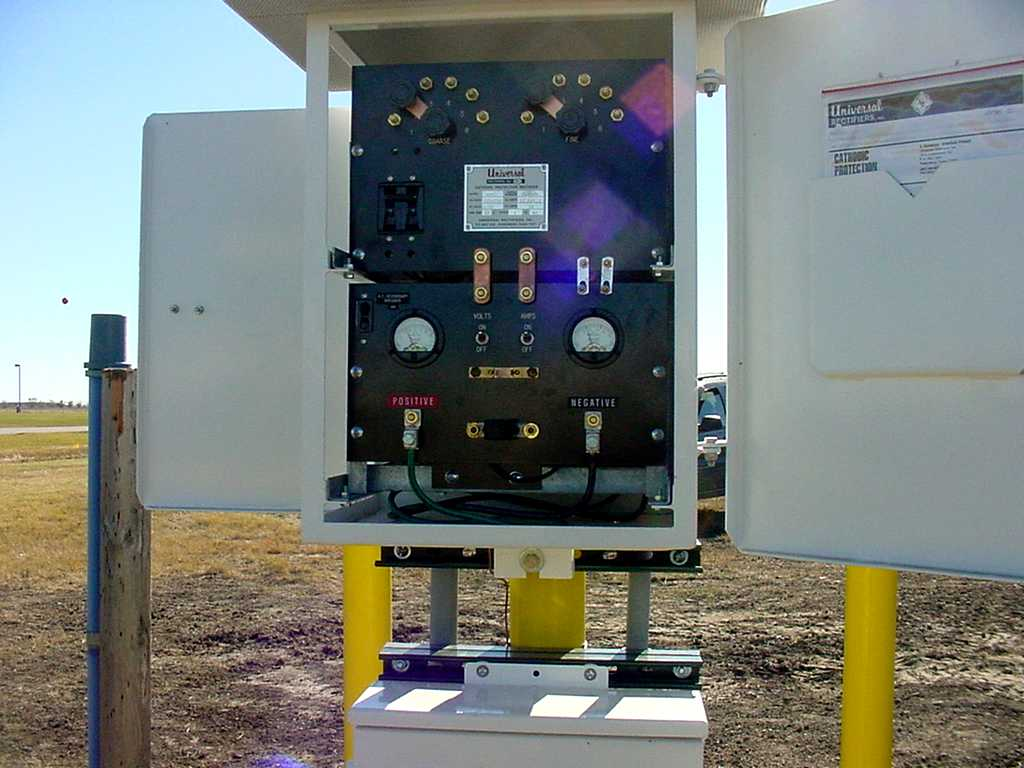
Un rectificador de protección catódica conectado a una tubería.

Para estructuras más grandes, los ánodos galvánicos no pueden suministrar económicamente suficiente corriente para proporcionar una protección completa. La protección mediante corriente catódica forzada (CIPC) utiliza un sistema de ánodos conectados a un CC (o rectificador de protección catódica). Los ánodos para los sistemas CIPC son tubulares y sólidos en forma de barras o cintas continuas de diversos materiales especializados. Estos incluyen el silicio hierro fundido, grafito, mixta de óxido metálico, platino y niobio recubiertos con alambre y otros.

Un sistema típico de CIPC para un gasoducto incluiría un rectificador de corriente alterna con una potencia máxima de salida de CC de entre 10 y 50 amperios y 50 voltios. El terminal positivo de CC de salida se conecta a través de un cable de la matriz de ánodos enterrados en el suelo (el ánodo groundbed). Para muchas aplicaciones los ánodos se instalan a 60 metros (200 pie) de profundidad, 25 cm (10-pulgadas) de diámetro vertical y relleno con conductores Coque (un material que mejora el rendimiento y la vida de los ánodos). Un cable clasificado para la corriente de salida se espera se conecta el polo negativo del rectificador a la tubería. La salida de funcionamiento del rectificador se ajusta al nivel óptimo después de realizar varias pruebas, incluyendo medidas de [electroquímica [potencial]].

### Acero galvanizado
El galvanizado generalmente se refiere a galvanizado en caliente, que es una forma de recubrimiento de acero con una capa de zinc metálico. Los recubrimientos galvanizados son muy duraderos en la mayoría de entornos, ya que combinan las propiedades de barrera de la capa con algunos de los beneficios de la protección catódica. Si la capa de zinc está rayada o dañada a nivel local y el acero está expuesto, cerca de recubrimiento de zinc forma una pila galvánica con el acero expuesto y lo protege de la corrosión. Esta es una forma de protección catódica localizada - el zinc actúa como un ánodo de sacrificio.

## Metales combinables

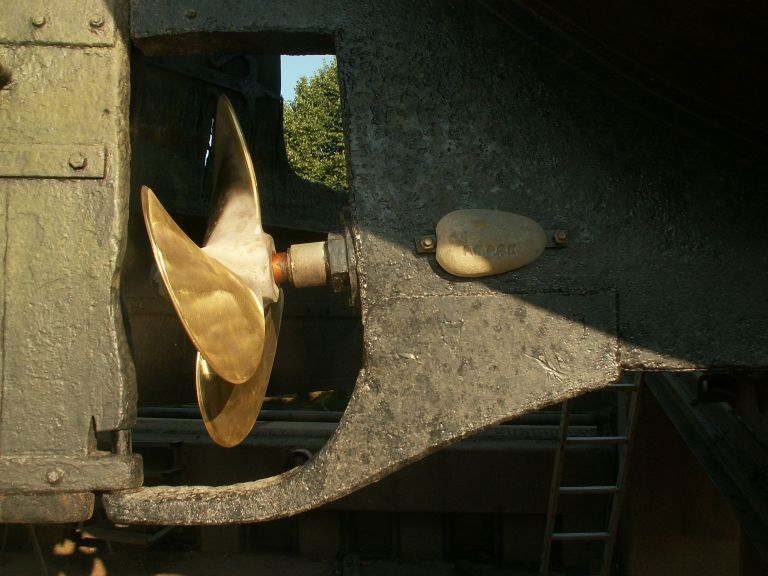
Muestra de ánodo de sacrificio: ánodo nuevo de zinc

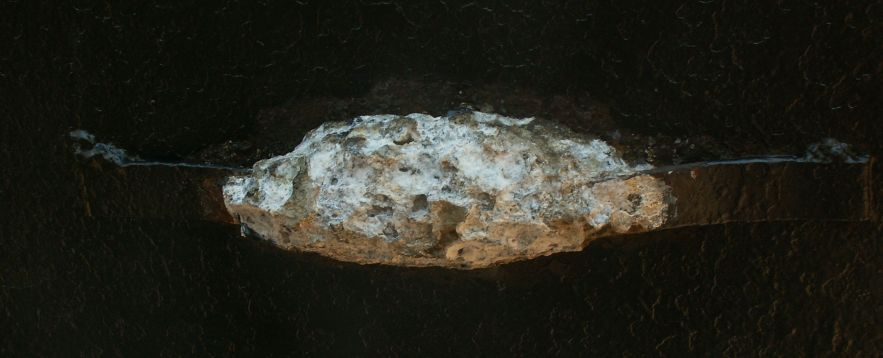
Muestra de ánodo de sacrificio: ánodo de zinc usado

Para que la protección catódica pueda funcionar, el ánodo debe tener un potencial menor (es decir, más negativo) que el potencial del cátodo (la estructura a proteger) con respecto a un electrodo de Cu/CuSO4. La siguiente tabla muestra qué metales se pueden combinar.
| Metal                                               | Tensión |
| --------------------------------------------------- | ------- |
| Acero inoxidable tipo 316 (inactivo)                | -0,05   |
| Monel                                               | -0,08   |
| Tipo de acero inoxidable 304 (inactivo)             | -0,08   |
| Plata                                               | -0,13   |
| Titanio                                             | -0,15   |
| Aleación de Inconel 600                             | -0,17   |
| Acero inoxidable tipo 316 acero inoxidable (activo) | -0,18   |
| Bronce de silicio                                   | -0,18   |
| Níquel 200                                          | -0,20   |
| Cobre                                               | -0,24   |
| Cuproníquel 70/30                                   | -0,25   |
| Bronce de manganeso                                 | -0,27   |
| Latón                                               | -0,29   |
| Cobre                                               | -0,36   |
| Tipo de acero inoxidable 304 (activo)               | -0,53   |
| Plomo                                               | -0,55   |
| Fundición gris                                      | -0,61   |
| Acero al carbono                                    | -0,61   |
| Aluminio                                            | -0,75   |
| Cadmio                                              | -0,80   |
| Alumini3003                                         | -0,94   |
| Zinc                                                | -1,03   |
| Hierro galvanizado                                  | -1,05   |
| Aleación de magnesio                                | -1,6    |

## Problemas

### Apantallamiento catódico
La efectividad en los sistemas de protección catódica en tuberías de metal puede ser anulada por el uso de recubrimientos dieléctricos de película sólida como las cintas de polietileno, mantas termocontraíbles, y recubrimientos sencillos o múltiples de película sólida aplicados en fábrica. Este fenómeno ocurre debido a la alta resistividad eléctrica de estos recubrimientos. La corriente eléctrica protectora del sistema de protección catódica es bloqueada o apantallada, no pudiendo alcanzar el metal que está por debajo del recubrimiento debido a la alta resistividad de la película sólida. El apantallamiento catódico fue definido por primera vez como un problema en los años 1980, y desde entonces se han publicado regularmente fichas técnicas sobre el tema. 
En 1999 se publicó un informe sobre un derrame de 20 600 barriles (3 280 m³ ) de una línea de petróleo en Saskatchewan, Canadá, que contenía una definición excelente sobre el problema de apantallamiento catódico. 
“La situación triple del desprendimiento del recubrimiento (de corrosión), la naturaleza dieléctrica del recubrimiento y el medio ambiente electroquímico único establecido bajo un recubrimiento exterior, lo cual actúa como una barrera contra la corriente eléctrica de la PC (protección catódica), es referida como apantallamiento PC. La combinación del bloqueo y desprendimiento permite que un ambiente corrosivo alrededor del exterior de la tubería pueda penetrar entre los huecos del recubrimiento exterior y la superficie de la tubería. Con el desarrollo de este fenómeno de apantallamiento de protección catódica, la corriente impresa del sistema de protección catódica no puede tener acceso al metal expuesto bajo el recubrimiento exterior y proteger la superficie de la tubería de las consecuencias de un ambiente agresivo. El fenómeno del apantallamiento de la protección catódica produce cambios en el grado de potencial del sistema de protección catódica del recubrimiento, lo cual son aún más pronunciados en áreas donde no hay suficiente o están bajo los estándares de la corriente de protección catódica emancipada por el sistema de protección catódica de la tubería. Esto produce un área sin suficiente protección catódica en la tubería contra la pérdida de metal agravado por un ambiente exterior corrosivo.”
El apantallamiento catódico es referenciado en un número de los estándares en la lista de abajo. La nueva regulación USDOT título 49 CFR 119.112, indica en la sección para Requerimientos para diseños adicionales para tubería de acero usando la alternativa de máxima presión de operación permitida requiere que “la tubería debe estar protegida contra la corrosión externa por un recubrimiento no apantallante.”(ver sección de recubrimientos) También, el estándar NACE SP0169 – 2007 define apantallamiento en la sección 2, advierte contra el uso de materiales que crean un bloqueo eléctrico en la sección 4.2.3, advierte contra el uso de recubrimientos exteriores que crean un bloqueo eléctrico en sección 5.1.2.3, e instruye a los leyentes a tomar «acciones apropiadas» cuando los efectos del apantallamiento eléctrico de la corriente de protección catódica son detectados en una tubería en operación, sección 10.9.

## Normas
- 49 CFR 192.112 - Requisitos de control de la corrosión - Transporte de gas natural por gasoducto y otros: normas mínimas de seguridad federales
- ASME B31Q 0.001-0191
- ASTM G-8, G 42 - Evaluación de la resistencia catódica desprendimiento de los revestimientos
- DNV-RP-B401 - Diseño de protección catódica - Det Norske Veritas
- A 12068:1999 - La protección catódica. Exteriores recubrimientos orgánicos para la protección contra la corrosión de tuberías enterradas o sumergidas de acero utilizadas en relación con la protección catódica. Las cintas y los materiales retráctiles
- A 12473:2000 - Principios generales de la protección catódica en agua de mar salino
- A 12474:2001 - La protección catódica de tuberías submarinas
- A 12495:2000 - La protección catódica para estructuras marinas fijas de acero
- A 12499:2003 - Interior de protección catódica de estructuras metálicas
- A 12696:2000 - La protección catódica del acero en el hormigón
- A 12954:2001 - La protección catódica de enterrados o inmersos estructuras metálicas. Principios generales y aplicación para las tuberías
- A 13173:2001 - La protección catódica para estructuras de acero flotando en alta mar
- A 13174:2001 - La protección catódica para estructuras de leche flotando en el cielo
- A 13175:2001 - La protección catódica de las instalaciones portuarias
- A 13509:2003 - técnicas de protección catódica de medida
- A 13636:2004 - La protección catódica de tanques metálicos enterrados y relacionados con las tuberías
- A 14505:2005 - La protección catódica de estructuras complejas
- A 15112:2006 - Exteriores de protección catódica de revestimiento del pozo
- A 50162:2004 - Protección contra la corrosión por corrientes parásitas de sistemas de corriente
- BS 7361-1:1991 - Protección catódica
- NACE SP0169: 2013 - Control de la corrosión externa en sistemas de tuberías metálicas subterráneas o sumergidas

Técnicas * NACE TM 0497 - Medida relacionados con los criterios para la protección catódica en sistemas de tuberías metálicas subterráneas o sumergidas